# Смит, Чэд
Чэд Смит (англ. Chad Smith; род. 25 октября 1961) — американский музыкант и ударник рок-группы Red Hot Chili Peppers с 1988 года. Он также является барабанщиком хард-роковой группы Chickenfoot, образованной в 2008 году, и полностью инструментальной группы Chad Smith's Bombastic Meatbats, созданной в 2007 году. Смит работал с The Chicks над альбомом Take the Long Way, который выиграл пять премий Грэмми в 2007 году.
Смит записывался с Гленном Хьюзом, Джонни Кэшем, Джоном Фогерти, Дженнифер Неттлз, Кид Роком, Джейком Баггом, The Avett Brothers, Джо Сатриани, Post Malone, Эдди Веддером, Ланой Дель Рей, Холзи, The Chicks, Дуа Липа, Charli XCX и Харди.
В списке «100 величайших барабанщиков всех времён» журнала Rolling Stone занимает 64 место, а в списке 50 лучших барабанщиков рока по версии журнала Classic Rock — 5 место.
В мае 2013 года журнал Spin поместил Смита на 91 место в своём списке «100 величайших барабанщиков альтернативной музыки». Читатели британского журнала Rhythm в номере за июнь 2013 года назвали Смита и басиста Red Hot Chili Pepper Фли четвёртой по значимости ритм-секцией всех времен. Смит также известен своей благотворительной деятельностью особенно среди молодых музыкантов. Он лоббировал поддержку музыкального образования в государственных школах США. Смит также является ведущим серии концертов PBS Landmarks Live in Concert, которая началась в январе 2017 года.

## Биография

### Детство и юность
Чэд Смит родился в Сент-Поле (Миннесота), он был третьим ребёнком Джоан и Кертиса Смитов. Большую часть своего детства он провел в Блумфилд-Хиллз (Мичиган), где в 1980 году окончил среднюю школу Ласер. Он начал играть на барабанах в семь лет, интересовался музыкой таких групп, как Rush, The Rolling Stones, Humble Pie, Pink Floyd, Black Sabbath, Led Zeppelin, Deep Purple, The Who, Jimi Hendrix Experience и Kiss.
Смит не учился на барабанщика специально, он приобрел опыт игры, участвуя в школьных группах. В пятнадцать лет он сбежал из родительского дома, но вернулся, проведя вне семьи один летний сезон.
Смит в ранние годы играл в различных рок-группах, начиная со средней школы с группы Paradise, которая выиграла в 1977 году соревнование музыкальных групп в Бирмингеме (Мичиган). Затем Смит играл с Pharroh и мичиганской группой Toby Redd. Перкуссионист Pharroh Ларри Фратанджело (англ. Larry Fratangelo), который также работал с Parliament-Funkadelic, познакомил Смита с R&B и фанк-музыкой и научил его играть фанк. Смит позднее говорил: «Думаю, до этого момента я был барабанщиком. Когда я учился у Ларри, я превратился в музыканта». Фанк-барабанщики Дэвид Гарибальди, Джабо Старкс,  и Грег Эррико привлекли его внимание и оказали влияние на его стиль. В дальнейшем, чтобы реализоваться как музыкант, Смит решил переехать в Калифорнию.

### Музыкальная карьера

#### RHCP(1988 год — настоящее время)
В 1988 году Red Hot Chili Peppers искали замену своему барабанщику Д. Х. Пелигро, недавно уволенному из группы. Уже в процессе работы над своим четвёртым студийным альбомом и появления в коллективе нового гитариста Джона Фрушанте группа провела открытые прослушивания кандидатов-барабанщиков. Смит был последним, прошедшим прослушивание в группу. Участникам RHCP не понравился его внешний вид (он носил длинные волосы), потому что он ассоциировался скорее с хэйр-металом, а не панком. Тем не менее, как барабанщик, Чэд восхитил всех. Кидис вспоминал, что его покорили профессионализм и напористость Смита. И, несмотря на то, что Чэд отказался менять свой образ, он был принят в группу в декабре 1988 года.
Через несколько месяцев он записал с группой свой первый альбом в качестве барабанщика RHCP Mother's Milk (1989). Смит так вспоминал о присоединении к группе в интервью 2012 года: «Я помню, как думал: „О, круто, у них есть контракт на запись. Отлично! Я бы хотел быть в группе, у которой есть контракт на запись“. Мы начали играть, и мы сразу же нашли общий язык в музыкальном плане, я подумал: „Чувак, вот это. Это просто супер! Эти ребята великолепны!“ ... Мы просто делали то, что делаем. Мы просто джемовали, что и делаем до сих пор».

#### Chad Smith's Bombastic Meatbats (2007 год — настоящее время)
В 2007 году Смит вместе с гитаристом Джеффом Коллманом и клавишником Эдом Ротом, работавшими Гленном Хьюзом, сформировал полностью инструментальную группу. Их вдохновляла общая любовь к фанку и фьюжн 1970-х годов. На тот момент группа без названия, с присоединившимся к ней басистом Кевином Чоуном, дебютировала на выставке NAMM Show 2008 в Анахайме (Калифорния). С момента своего создания группа выпустила два студийных альбома и двойной концертный диск под названием Chad Smith's Bombastic Meatbats.

#### Chickenfoot(2008 – настоящее время)

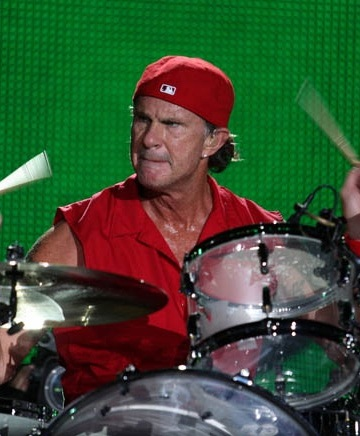
Смит в Рио-де-Жанейро. 2011

В 2008 году, после длительного мирового турне в поддержку альбома Stadium Arcadium, Chili Peppers решили взять перерыв. В это время Смит присоединился к хард-роковой супергруппе Chickenfoot, в ней также участвовали Сэмми Хагар, Джо Сатриани и Майкл Энтони. На сегодняшний день группа выпустила два студийных альбома, концертный альбом и бокс-сет со Смитом. В 2011 году Смит не смог поехать в тур с Chickenfoot, так как гастролировал с Chili Peppers, и его заменил Кенни Аронофф. В 2012 году Смит воссоединился с Chickenfoot, чтобы исполнить на бис четыре композиции, и группа ненадолго собралась для двух концертов 7 и 8 мая 2016 года в выставочном зале Harrah's Showroom в Саут-Лейк-Тахо.
Во время выступления группа дебютировала с новой песней под названием «Divine Termination». В июне 2016 года Смит, обсуждая будущее туров Chickenfoot и записи новой музыки, отметил: «у каждого происходят разные вещи. Нам очень нравится играть вместе, но с моим графиком я не вижу, чтобы мы играли слишком много. Немного новой музыки с этими ребятами, но нам придётся находиться в одной комнате одновременно. Я просто не знаю, это витает в воздухе. Хотя мне нравится играть с этими ребятами. Это настоящее удовольствие».

#### Другие проекты
В 2010 году Смит в сотрудничестве с Диком Ван Дайком и Лесли Бикслер выпустил «Rhythm Train», детский альбом, получивший положительные оценки критиков.
В марте 2012 года Смит выпустил бесплатное мобильное приложение для устройств iPhone, iPad и Android «Drummer GPS». В разделе GPS приложения представлены барабанщики, на которых повлиял Смит, и те, кого он считает лучшими современными барабанщиками. В мае 2013 года он запустил свой собственный подкаст через MusicRadar «В разговоре с Чадом Смитом», где он берёт интервью у музыкальных исполнителей.
Свой двенадцатый студийный альбом Смит записал с Сэмми Хагаром, гитаристом Нилом Шоном (из Journey) и басистом Майклом Энтони. По словам Хагара, это было возрождение его группы 1980-х годов HSAS, в которой участвовали Шон и ещё два музыканта.
В 2013 году Смит вместе с джазменом Джоном Батистом и басистом и продюсером Биллом Ласвеллом создал музыкальную группу для сочинения музыки к фильму, который «никогда не будет снят». Альбом The Process вышел 4 ноября 2014 года.
С 20 января 2017 года Смит провёл серию концертов из восьми эпизодов «Landmarks Live in Concert» на канале PBS, где он обсуждал музыку с различными исполнителями. В первых двух эпизодах участвовали Алиша Киз и Брэд Пейсли.
Смит играет на барабанах в композиции Лорном Балфом для «Лего-фильма о Бэтмене». Саундтрек к мультфильму вышел 3 февраля 2017 года.
С 28 мая 2018 года Смит вместе с музыкальным редактором Yahoo Entertainment Линдси Паркер ведёт собственное ток-шоу VOLUME West на музыкальном радио на SiriusXM, шоу выходит в эфир каждый понедельник. Ведущие беседуют о музыке с артистами, лидерами индустрии и друзьями, а также беседуют с гостями об их любимых песнях, альбомах и исполнителях.
Смит исполняет партию на ударной установке в композиции Post Malone «Take What You Want» из своего третьего альбома «Hollywood's Bleeding». Post Malone записана совместно с вокалистом Black Sabbath Оззи Осборном и рэпером Трэвисом Скоттом. Это сотрудничество получило дальнейшее развитие, и в 2020 году Смит работал совместно с басистом Guns N' Roses Даффом МакКаганом для альбома Осборна «Ordinary Man». Продюсером проекта выступил Эндрю Уотт. Смит играл на ударных при записи каждого трека для этого альбома.
17 декабря 2020 года было объявлено, что очередной студийный альбом Оззи Осборна наполовину готов, и в его записи снова примут участие Смит, басист Metallica Роберт Трухильо и барабанщик Тейлор Хокинс из Foo Fighters.
1 января 2021 года на прямой трансляции Bud Light Seltzer Sessions, новогоднего шоу рэпера Post Malone, Смит, Слэш из Guns N' Roses, Крис Чейни из Jane's Addiction, а также Эндрю Уотт исполнили композиции Black Sabbath War Pigs и Rooster Alice In Chains. Смит внёс вклад в благотворительный трибьют-альбом The Metallica Blacklist, выпущенный в сентябре 2021 года, аккомпанируя Майли Сайрус, исполнившей кавер на песню Metallica Nothing Else Matters.
Смит играет на ударных на альбоме Оззи Осборна Patient Number 9 (2022), также он является соавтором двух песен.
Смит, Фли и Джош Клингхоффер работали с Моррисси над его альбомом «Bonfire of Teenagers», который должен был выйти в феврале 2023 года, но в декабре 2022 года было объявлено, что его будущее неопределено, поскольку Capitol Records решила не выпускать его.
Смит исполняет партию ударных в семи песнях, а также является соавтором пяти песен, вошедших в альбом Игги Попа 2022 года Every Loser. Для продвижения альбома Смит участвовал в группе поддержки Попа The Losers, в состав которой входили Джош Клингхоффер, Дафф Маккаган и Эдрю Уотт.
В марте 2024 года было объявлено, что Смит появится в роли самого себя в фильме «Spinal Tap II», планирующемся продолжении псевдодокументального фильма 1984 года «This is Spinal Tap».

## Особенности исполнительского стиля
Техника игры Смита примечательна тем, что он использует фантомные ноты, также он известен быстрой работой правой ноги. Влияние на исполнительскую манеру Смита оказали такие музыканты, как Бадди Рич, Джон Бонем, Иэн Пейс, Митч Митчелл, Билл Уорд, Кейт Мун, Стюарт Коупленд, Нил Пирт, Ринго Старр, Джинджер Бэйкер, Роджер Тейлор и Топпер Хидон.

## Благотворительность
В своём интервью Making Music Magazine Смит отмечал, что является активным спонсором нескольких некоммерческих организаций, в том числе Surfers Healing, SeriousFun Network, MusiCares, Silverlake Conservatory of Music, «Guitar Mash NY», «Camp Korey» и Little Kids Rock.
В 2014 году Смит присоединился к Bystander Revolution, организации, которая пытается решать проблему школьного буллинга. Смит выпустил несколько видеороликов, в которых рассказывается о том, что в детстве он был объектом издевательств, а также о недавнем опыте общения с обидчиками его сына.
21 мая 2014 года Смит вместе с другими знаменитостями принял участие в шоу талантов Белого дома, организованном Мишель Обамой и прошедшем в Вашингтоне. Шоу было организовано с целью повышения осведомленности о Turnaround Arts, программе, принятой под руководством Президентского комитета по искусству и гуманитарным наукам (PCAH) с целью повышения успеваемости посредством развития художественного образования в школах с самым низким рейтингом в стране. Учащиеся восьми школ со всей страны приняли участие в мероприятии, где объединились музыкальный театр, декламация и интерпретирующий танец. Мероприятие посетил без предварительного объявления президент Барак Обама. Смит принял шефство над школой из калифонийского Гринфилда и лоббировал предложение спикера Палаты представителей Джона Бейнера по увеличению финансирования художественного образования. Для Смита это личный вопрос. Вспоминая о своих школьных годах, он сказал следующее: «Мне было плевать на естествознание, математику или английский язык, когда я учился в школе, и музыка была единственной причиной, по которой я хотел туда пойти. Это пробудило во мне интерес к другим предметам, и без нее я бы никогда не закончил учебу. Посредством искусства жизнь детей может обогатиться, это то средство, которое они, вероятно, сейчас не могут полностью понять». Накануне этого мероприятия к Смиту присоединился бывший бейсболист и музыкант Берни Уильямс — вместе они дали уроки музыки в начальной школе Савой в Вашингтоне. «Это школы, где дети «смотрят себе под ноги» и не имеют никакой надежды и не чувствуют, что они что-то значат. У них нет самоуважения. Им что-то нужно. Это не показуха и выбрасывание денег. Ты действительно закатываешь рукава и погружаешься в школу», — так Чэд прокомментировал их с Уильямсом общую работу.
15 мая 2015 года Смит принял участие во втором ежегодном благотворительном концерте Сэмми Хагара и Джеймса Хэтфилда «Acoustic-4-A-Cure», прошедшем в Сан-Франциско. Концерт проводился с целью сбора денег и привлечения внимания к Детской онкологической программе в детской больнице UCSF Benioff. На сцене к Смиту присоединились Патрик Монахэн из группы Train и комик Адам Сэндлер, они исполнили песни «Dream On» (Aerosmith) и «Ramble On» (Led Zeppelin). На следующий день, 16 мая 2015 года, на ежегодном благотворительном мероприятии Family Jam в Facebook в Менло-Парк Смит был удостоен награды национальной некоммерческой организации «Little Kids Rock». Таким образом была отмечена его работа по расширению доступа школьников из государственных учебных заведений к музыкальному образованию с помощью премии «Livin' The Dream Award». В благодарственной речи Смит отметил: «Для меня большая честь получить признание от такой замечательной благотворительной организации, как Little Kids Rock, за поддержку их работы по поддержанию процветания музыкального образования в наших школах. Музыка оказала огромное влияние на мою жизнь, и мне повезло, что я могу вернуть этот дар следующему поколению музыкантов!»
В сентябре 2015 года Смит вместе со своими коллегами по группе Chili Peppers объявил о поддержке Берни Сандерса на президентских выборах 2016 года. В феврале 2016 года Chili Peppers выступили на мероприятии по сбору средств для его кампании «Feel the Bern».
29 апреля 2016 года Чэд Смит и Уилл Феррелл (известный своим внешним сходством со Смитом) провели благотворительный вечер «Red Hot Benefit Comedy + Music Show & Quinceanera». В мероприятии приняли участие Chili Peppers, были исполнены комедийные номера, выбранные Ферреллом и веб-сайтом Funny or Die. Часть сборов была направлена в фонд Феррелла по борьбе с раком и на поддержку Silverlake Conservatory of Music Смита. 12 февраля 2018 года Смит и Феррелл снова объединились, чтобы провести One Classy Night в Театре Мура (Сиэтл) для сбора средств для студентов, переживших рак (проект Феррелла Cancer for College). Смит, Феррелл, Майк Маккриди и Брэнди Карлайл исполнили песни Джими Хендрикса, The Rolling Stones, Led Zeppelin, R.E.M. Для кавера на песню Depeche Mode «Personal Jesus» к ним присоединился Эдди Веддер. В рамках мероприятия было собрано 300 000 долларов.
13 января 2019 года Red Hot Chili Peppers выступили на благотворительном вечере в пользу пострадавших от пожара Вулси. Чэд поблагодарил всех, кто пришёл на мероприятие, заплатив за «недешёвый билет. Но все вырученные средства пойдут людям, пострадавшим от пожаров и всем, кто боролся с пожаром» и отметил особенную атмосферу вечера. «Пожар прервал запись двенадцатого альбома группы», дом, в котором работали участники RHCP, не пострадал, «но мы не смогли вернуться туда. Это остановило наш [прогресс]. Мы с Энтони оба живем в Пойнт-Дьюм. Семьдесят домов в нашем районе сгорели дотла. К счастью, наши дома уцелели».

## Изобразительное искусство
Писать картины Смит начал в 2015 году. Свои полотна он создаёт, используя не только краски, но также экспериментируя со светом в фотографии и печати. В январе 2020 года в Остине он открыл первую выставку своих работ "The Art of Chad Smith". Беседуя с журналисткой из  Spectrum News, Чэд сказал: «Я хочу выразить свои чувства от игры на барабанах и исполнения музыки по-другому. […] Я люблю выражать себя любым доступным мне творческим способом, и это еще один способ рискнуть, и мне это нравится. Я думаю, что для любого артиста важно делать это — продолжать пробовать что-то новое. Это, знаете ли, не совсем обычный способ. Это не похоже на Боба Росса с причёской афро, стоящего на первом плане».

## Личная жизнь
Смит был женат дважды. Первым браком — на Марии Сент-Джон с 1992 по 1997 год. У Чэда и Марии дочь Манон (родилась в 1997 году).
У него двое детей, рождённых вне брака — Джастин Смит (родился в 1998 году) и певица и автор песен Ава Мэйби Кардосо Смит (родилась в 2001 году).
В 2004 году Смит женился на Нэнси Мак. Нэнси архитектор. В этом браке у Чэда и Нэнси трое сыновей: Коул (родился в 2005 году), Беккет Кэш (родился в 2009 году) и Дэшиелл (родился в 2012 году). Семья живёт в Малибу.

### Обвинение в сексуальном домогательстве
На концерте MTV Spring Break в 1990 году Смит и его коллега по группе Фли были обвинены в сексуальном домогательстве по отношению к двадцатилетней девушке. По словам пляжных рейнджеров, коллега Смита по группе Фли схватил танцевавшую девушку, перекинул её через плечо, потом бросил её на песок, а Фли и Смит шлепали её и пытались снять с неё плавки. В результате мужчинам был назначен штраф, они должны были сделать пожертвование в кризисный центр для жертв изнасилования и принести письменные извинения. Потерпевшая была полностью согласна с этим решением. Смит, в частности, написал: «Я явно увлекся театральностью момента, и теперь я понимаю, насколько неуместными и неправильными были мои действия».

### Алкоголизм и наркотическая зависимость
Как и другие участники Red Hot Chili Peppers, Смит боролся с наркотической зависимостью, а также с алкоголизмом в течение многих лет. В 2008 году Смит прошёл курс лечения от наркозависимости.

### Сходство с Уиллом Фереллом
Смит широко известен своим сильным сходством с актёром и комиком Уиллом Ферреллом, что он признал, иногда на концертных выступлениях он появляется в футболке с надписью «Я не Уилл Феррелл». Смит и Феррелл встретились на премьере фильма «Дамский угодник». И Смит, и Феррелл используют сходство, появляясь вместе на различных мероприятиях, включая и мероприятия их собственных благотворительных проектов. Так, в 2014 году на The Tonight Show Starring Jimmy Fallon они сошлись в состязании на барабанах, перешедшее в музыкальный номер Red Hot Chili Peppers, исполнивших кавер-версию песни Blue Öyster Cult «(Don't Fear) The Reaper», как отсылку к скетчу Saturday Night Live «More Cowbell», в котором и Феррелл, и Джимми Фэллон играли главные роли.

### Спорт
Смит является горячим поклонником спортивных команд своего родного штата, в том числе команды НХЛ Детройт Ред Уингз. Так же, как Кидис и Фли, Смит болельщик профессионального бейсбольного клуба Лос-Анджелес Доджерс, логотип этой команды он постоянно размещает на своей ударной установке.
После выступления Red Hot Chili Peppers 14 мая 2017 года в Колумбусe (Огайо) Смит спел боевую песню Мичиганского университета «The Victors». Исполнение Смитом боевой песни стало новостью национального масштаба, поскольку Мичиганский университет и Университет Огайо являются давними спортивными соперниками. На концертах в Огайо на ударной установке Смита иногда появлялся логотип Мичиган Вулвернис. Смит и Фли с 2016 года владеют сезонными абонементами на матчи с участием Лос-Анджелес Рэмс.

### Инцидент с нападением акулы
После тура Red Hot Chili Peppers по Австралии, Смит отдыхал на острове Вакайя. 12 ноября 1992 года Смит, занимавшийся подводным плаваньем, подвергся нападению примерно трёхметровой акулы-молот. Он нырял вдали от берега, когда акула начала кружить над ним. Смит пытался двигаться как можно меньше, а когда акула приблизилась и пыталась укусить его, ударил её. После этого акула уплыла, она оторвала «небольшой кусочек кожи» с его левой руки.

## Дискография

### Red Hot Chili Peppers

#### Студийные альбомы
- Mother’s Milk (1989)
- Blood Sugar Sex Magik (1991)
- One Hot Minute (1995)
- Californication (1999)
- By the Way (2002)
- Stadium Arcadium (2006)
- I’m with You (2011)
- The Getaway  (2016)
- Unlimited Love (2022)
- Return of the Dream Canteen (2022)

#### Мини-альбомы и концертные альбомы
- What Hits!? (1992)
- Out in L.A.[англ.] (1994)
- Under the Covers: Essential Red Hot Chili Peppers[англ.] (1998)
- Greatest Hits (2003)
- Live in Hyde Park (2004)
- 2011 Live EP[англ.] (2012)
- Rock & Roll Hall of Fame Covers EP[англ.] (2012)
- I'm with You Sessions[англ.] (2013)
- I'm with You World Tour (EP)[англ.] (2014)
- Cardiff, Wales: 6/23/04[англ.] (2015)
- Live in Paris (EP)[англ.] (2016)

### С Гленом Хьюзом
- Songs in the Key of Rock (2003)
- Soulfully Live in the City of Angels (2004)
- Soul Mover (2005)
- Music for the Divine (2006)
- First Underground Nuclear Kitchen (2008)
- Resonate  (2016)

### Chickenfoot
- Chickenfoot (2009)
- Chickenfoot III (2011)

### Chad Smith's Bombastic Meatbats
- Meet the Meatbats (2009)
- More Meat (2010)
- Live Meat And Potatoes (2012)

### С Джо Сатриани
- What Happens Next (2018) (Смит играет на барабанах в каждом треке)

### С Джошем Клингхоффером
- "Jeepster/Monolith" (2019) (Record Store Day эксклюзивный 7" с Клингхоффером)[61]

### С Оззи Осборном
- Ordinary Man (2020) (Смит играет на барабанах в каждом треке и является соавтором всех песен)
- Patient Number 9 (2022) (Смит играет на барабанах в каждом треке и является соавтором девяти песен)

### Коллаборации
- Rhythm Train with Leslie Bixler, Chad Smith and Featuring Dick Van Dyke – (2010)[62]
- The Process, с Джоном Батистом и Биллом Ласвеллом (2014)
- Earthling – Эдди Веддер (2021–2022) (Смит стал соавтором музыки к семи песням и исполнил партию ударных в девяти треках)